# 天主教茹伊斯迪福拉总教区

Regional CNBB Leste 2.

天主教茹伊斯迪福拉總教區（拉丁語：Archidioecesis Iudiciforensis）是羅馬天主教在巴西的一個教省總教區，下轄兩個教區。

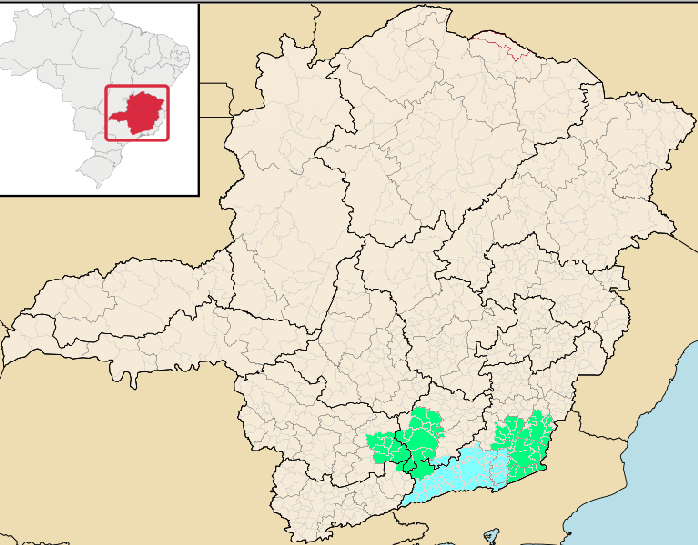
Ecclesiastical Province of Juiz de Fora.

總教區包括米納斯吉拉斯州南部三十七市。2006年有教友540,000人，佔轄區總人口79.9%。教區下轄八十七個堂區，有126名司鐸。現任教區總主教為吉爾·安多尼·莫雷拉。
1924年2月1日成立教區，1962年4月14日升為總教區。

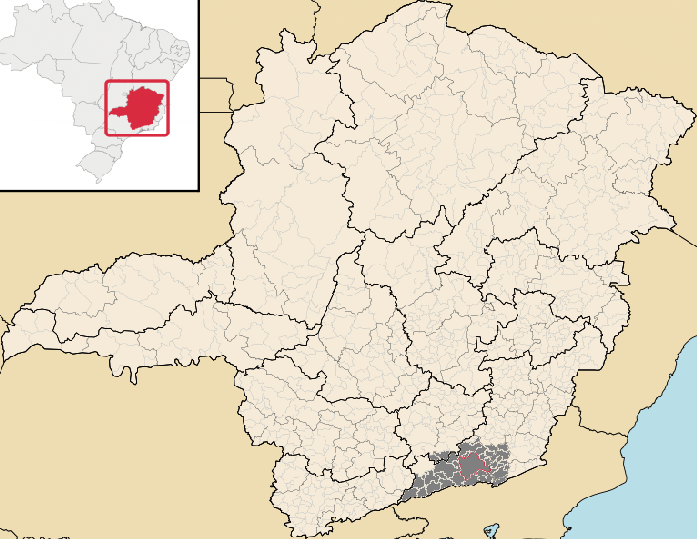
Archdiocese Juiz de Fora.